# (25455) Anissamak
(25455) Anissamak est un astéroïde de la ceinture principale d'astéroïdes.

## Description
(25455) Anissamak est un astéroïde de la ceinture principale d'astéroïdes. Il fut découvert le 5 décembre 1999 à Socorro (Nouveau-Mexique) par le projet LINEAR. Il présente une orbite caractérisée par un demi-grand axe de 2,42 UA, une excentricité de 0,07 et une inclinaison de 5,3° par rapport à l'écliptique.

## Compléments